# 레이철 헌터
레이철 헌터(영어: Rachel Hunter, 1969년 9월 9일 ~ )는 뉴질랜드의 모델 겸 배우이다.

## 모델 경력
17세부터 모델 경력을 시작했다. 미국으로 건너가 에이전시 '포드 모델스'와 계약하여 화장품 브랜드 커버걸 등으로 활동하다가, 《스포츠 일러스트레이티드》 지의 수영복 모델로 활약하여 세계적인 인기를 얻었다. 2004년에는 《플레이보이》 지에 등장하기도 했다.

## 사생활
1980년대 후반 락 밴드 윙거의 리더 킵 윙거(Kip Winger)와 교제하다 헤어졌다.
1990년 가수 로드 스튜어트와 결혼했는데, 레이철 헌터의 당시 나이는 21살이었고 로드 스튜어트는 24살 위였다. 로드 스튜어트와의 사이에서 딸 러네이(Renee)와 아들 리엄(Liam)을 낳았지만 1999년 별거를 시작했고, 2006년 이혼했다.
이후 아들의 아이스하키 코치였던 13세 연하의 재럿 스톨(Jarret Stoll)과 교제하였으며 2009년 8월에 결혼할 예정이었지만 파경했다.